# Futbol'nyj Klub Spartak Moskva 2009
Questa voce raccoglie le informazioni riguardanti lo Spartak Mosca nelle competizioni ufficiali della stagione 2009.

## Rosa
| N. |                      | Ruolo | Calciatore         |
| -- | -------------------- | ----- | ------------------ |
| 1  | Russia (bandiera)    | P     | Soslan Dzhanaev    |
| 2  | Austria (bandiera)   | D     | Martin Stranzl     |
| 3  | Germania (bandiera)  | D     | Malik Fathi        |
| 4  | Brasile (bandiera)   | C     | Rafel Carioca      |
| 5  | Rep. Ceca (bandiera) | C     | Radoslav Kováč     |
| 6  | Russia (bandiera)    | C     | Renat Sabitov      |
| 7  | Russia (bandiera)    | C     | Denis Boyarintsev  |
| 8  | Russia (bandiera)    | C     | Aleksandr Pavlenko |
| 9  | Russia (bandiera)    | A     | Artëm Dzjuba       |
| 10 | Russia (bandiera)    | A     | Ivan Saenko        |
| 11 | Brasile (bandiera)   | A     | Welliton           |
| 12 | Brasile (bandiera)   | C     | Alex               |
| 13 | Russia (bandiera)    | D     | Fyodor Kudryashov  |

| N. |                      | Ruolo | Calciatore         |
| -- | -------------------- | ----- | ------------------ |
| 14 | Argentina (bandiera) | D     | Clemente Rodríguez |
| 15 | Russia (bandiera)    | D     | Sergej Paršivljuk  |
| 16 | Russia (bandiera)    | C     | Yevgeniy Makeyev   |
| 17 | Russia (bandiera)    | C     | Serghei Covalciuc  |
| 19 | Russia (bandiera)    | C     | Arthur Maloyan     |
| 20 | Lituania (bandiera)  | D     | Ignas Dedura       |
| 21 | Russia (bandiera)    | A     | Nikita Baženov     |
| 22 | Croazia (bandiera)   | P     | Stipe Pletikosa    |
| 23 | Russia (bandiera)    | C     | Vladimir Bystrov   |
| 24 | Russia (bandiera)    | C     | Vladislav Ryzhkov  |
| 25 | Rep. Ceca (bandiera) | D     | Martin Jiránek     |
| 30 | Russia (bandiera)    | C     | Maksim Grigoriev   |

## Risultati

### Campionato
| Mosca 15 marzo 2009 1ª giornata | Spartak Mosca | 1 – 1 referto | Zenit San Pietroburgo | Stadio Lužniki |

| Krasnodar 21 marzo 2009 2ª giornata | Kuban' | 1 – 0 referto | Spartak Mosca | Stadio Kuban' |

| Mosca 5 aprile 2009 3ª giornata | Spartak Mosca | 2 – 0 referto | Spartak-Nal'čik | Stadio Lužniki |

| Mosca 11 aprile 2009 4ª giornata | FK Mosca | 3 – 1 referto | Spartak Mosca | Stadio Ėduard Strel'cov |

| Mosca 18 aprile 2009 5ª giornata | Spartak Mosca | 2 – 0 referto | Terek Groznyj | Stadio Lužniki |

| Kazan' 25 aprile 2009 6ª giornata | Rubin | 0 – 2 referto | Spartak Mosca | Stadio Centrale di Kazan' |

| Mosca 2 maggio 2009 7ª giornata | Spartak Mosca | 0 – 2 referto | Dinamo Mosca | Stadio Lužniki |

| Mosca 11 maggio 2009 8ª giornata | Spartak Mosca | 4 – 0 referto | Saturn | Stadio Lužniki |

| Tomsk 17 maggio 2009 9ª giornata | Tom' Tomsk | 1 – 1 referto | Spartak Mosca | Trud Stadium |

| Mosca 23 maggio 2009 10ª giornata | Spartak Mosca | 5 – 1 referto | Amkar Perm' | Stadio Lužniki |

| Mosca 30 maggio 2009 11ª giornata | Lokomotiv Mosca | 2 – 1 referto | Spartak Mosca | Stadio Lokomotiv |

| Mosca 13 giugno 2009 12ª giornata | Spartak Mosca | 1 – 0 referto | Chimki | Stadio Lužniki |

| Rostov sul Don 11 luglio 2009 13ª giornata | Rostov | 0 – 1 referto | Spartak Mosca | Stadio Olimp-2 |

| Mosca 19 luglio 2009 14ª giornata | Spartak Mosca | 1 – 1 referto | Kryl'ja Sovetov Samara | Stadio Lužniki |

| Mosca 26 luglio 2009 15ª giornata | CSKA Mosca | 1 – 2 referto | Spartak Mosca | Stadio Lužniki |

| Mosca 1 agosto 2009 16ª giornata | Spartak Mosca | 4 – 0 referto | Kuban' | Stadio Lužniki |

| Nal'čik 8 agosto 2009 17ª giornata | Spartak-Nal'čik | 2 – 4 referto | Spartak Mosca | Respublikanskij stadion Spartak |

| Mosca 16 agosto 2009 18ª giornata | Spartak Mosca | 2 – 1 referto | FK Mosca | Stadio Lužniki |

| Groznyj 23 agosto 2009 19ª giornata | Terek Groznyj | 2 – 3 referto | Spartak Mosca | Stadio Sultan Bilimkhanov |

| Mosca 30 agosto 2009 20ª giornata | Spartak Mosca | 0 – 3 referto | Rubin | Stadio Lužniki |

| Chimki 13 settembre 2009 21ª giornata | Dinamo Mosca | 1 – 1 referto | Spartak Mosca | Arena Chimki |

| Ramenskoe 19 settembre 2009 22ª giornata | Saturn | 2 – 1 referto | Spartak Mosca | Saturn Stadium |

| Mosca 27 settembre 2009 23ª giornata | Spartak Mosca | 5 – 0 referto | Tom' Tomsk | Stadio Lužniki |

| Perm' 4 ottobre 2009 24ª giornata | Amkar Perm' | 1 – 2 referto | Spartak Mosca | Stadio Zvezda |

| Mosca 18 ottobre 2009 25ª giornata | Spartak Mosca | 3 – 0 referto | Lokomotiv Mosca | Stadio Lužniki |

| Chimki 24 ottobre 2009 26ª giornata | Chimki | 0 – 3 referto | Spartak Mosca | Arena Chimki |

| Mosca 1 novembre 2009 27ª giornata | Spartak Mosca | 5 – 1 referto | Rostov | Stadio Lužniki |

| Samara 7 novembre 2009 28ª giornata | Kryl'ja Sovetov Samara | 2 – 1 referto | Spartak Mosca | Stadio Metallurg (Samara) |

| Mosca 21 novembre 2009 29ª giornata | Spartak Mosca | 2 – 3 referto | CSKA Mosca | Stadio Lužniki |

| San Pietroburgo 29 novembre 2009 30ª giornata | Zenit San Pietroburgo | 2 – 1 referto | Spartak Mosca | Stadio Petrovskij |

### Coppa di Russia
| Krasnodar 15 luglio 2009 Sedicesimi di finale | Krasnodar | 1 – 2 referto | Spartak Mosca | Stadio Kuban' |

| Mosca 5 agosto 2009 Ottavi di finale | Spartak Mosca | 1 – 2 referto | FK Mosca | Stadio Lužniki |